# Melo (chi ốc biển)
Melo là một chi ốc biển lớn trong họ Volutidae.

## Các loài
Các loài trong chi Melo gồm:
- Melo aethiopica Linnaeus, 1758) Crowned baler
- Melo amphora, (Lightfoot, 1786) Giant baler
- Melo diadema
- Melo broderipii (Griffith, E. & E. Pidgeon, 1834)
- Melo georginae (Griffith, E. & E. Pidgeon, 1834)
- Melo melo (Lightfoot, 1786) Indian volute
- Melo miltonis (Griffith, E. & E. Pidgeon, 1834) Milton's melon hoặc miền nam bailer
- Melo nautica (Lamarck, 1822)
- Melo umbilicatus (Broderip in Sowerby, 1826) Heavy baler hoặc umbilicate melon

## Hình ảnh

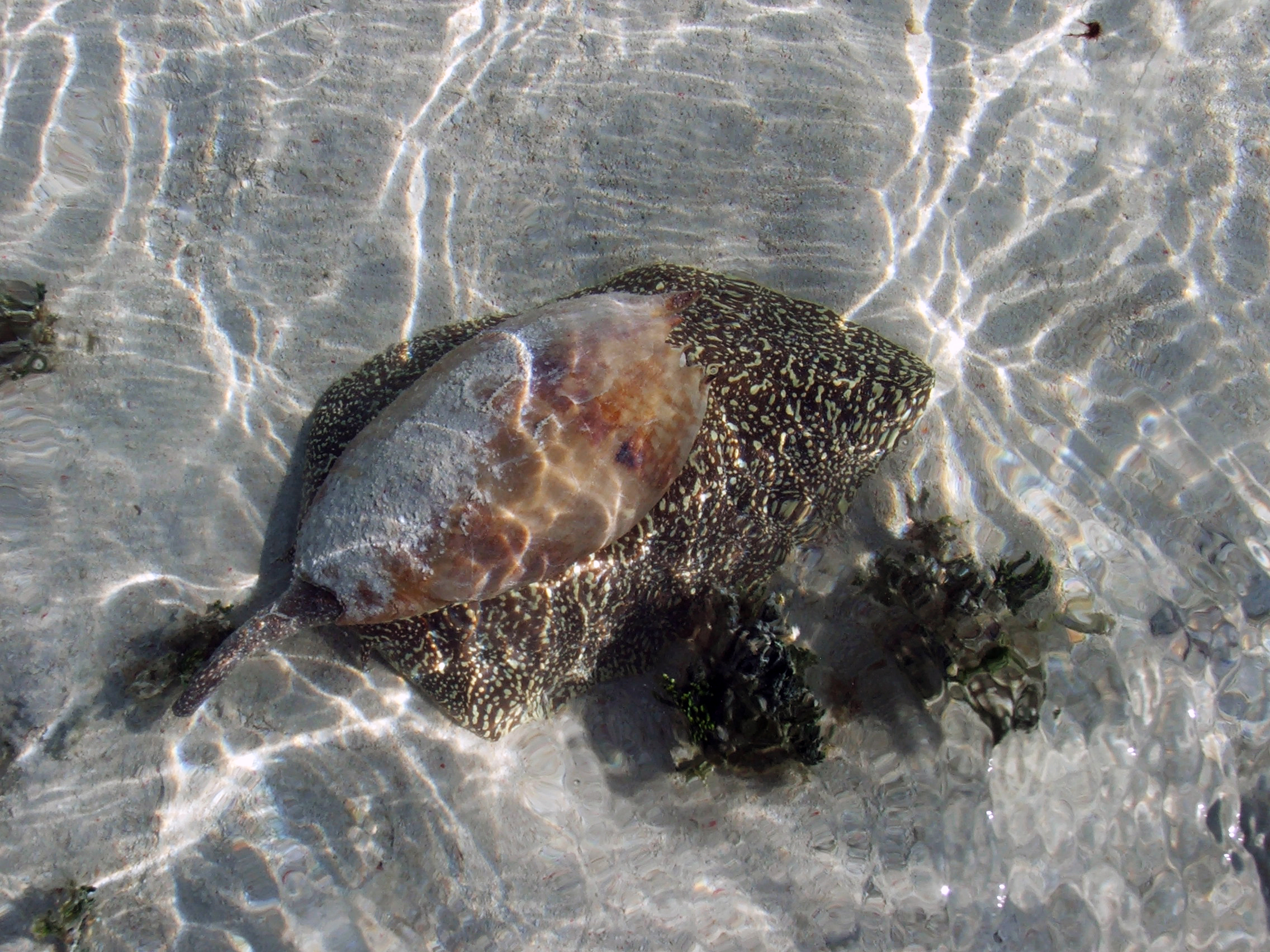
A live individual of what is probably Melo umbilicatus
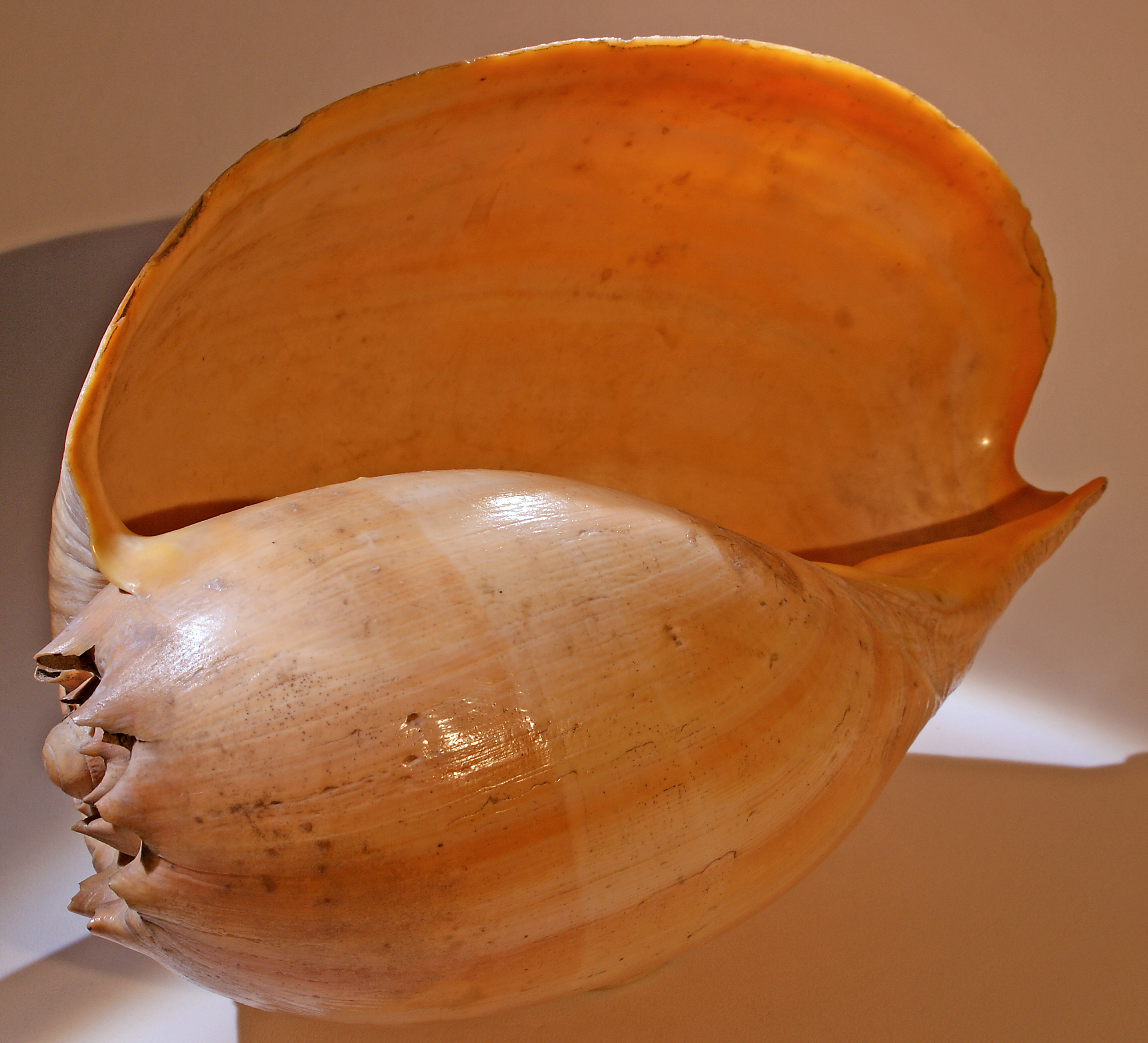
vỏ ốc Melo aethiopica
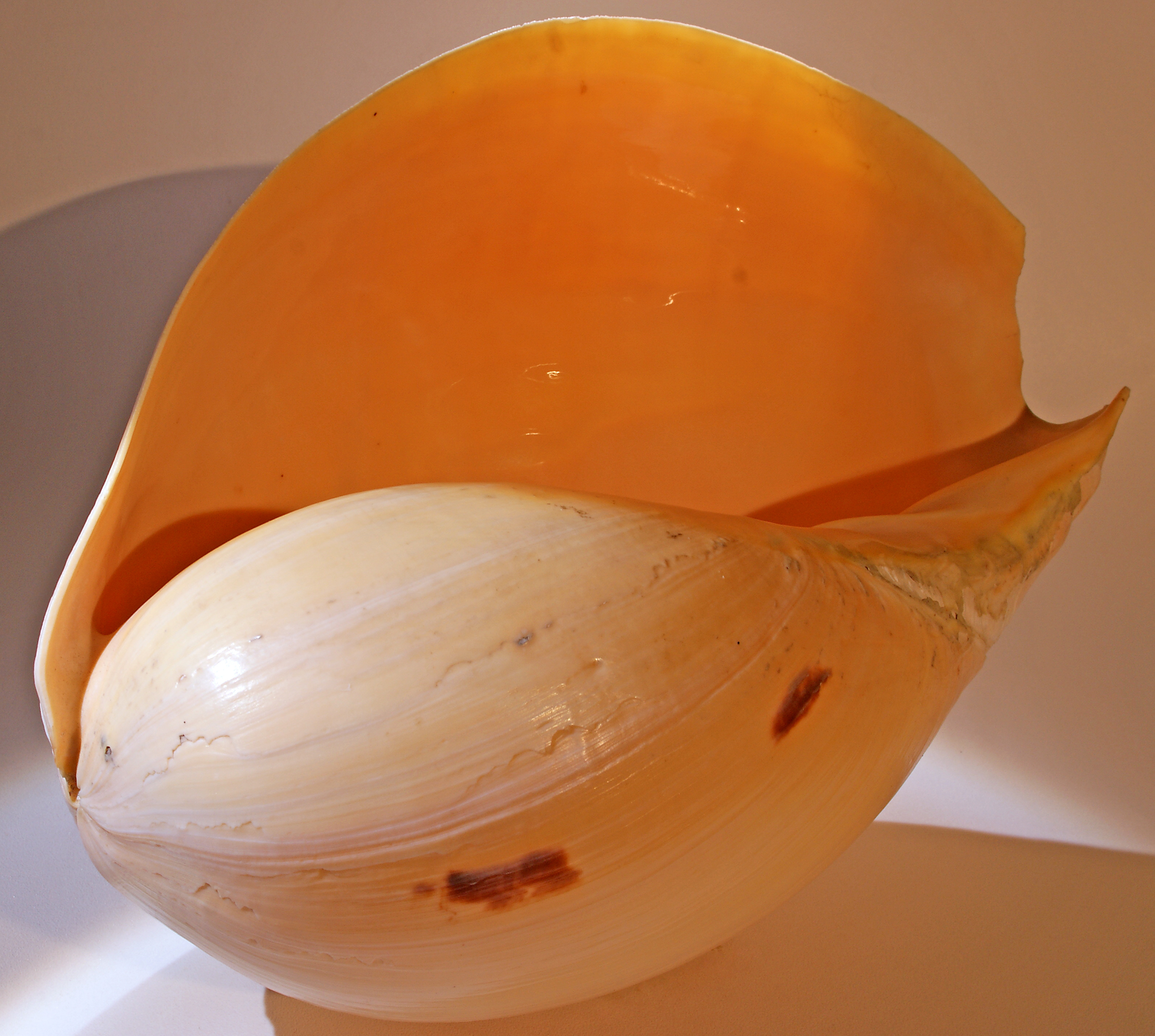
vỏ ốc Melo melo
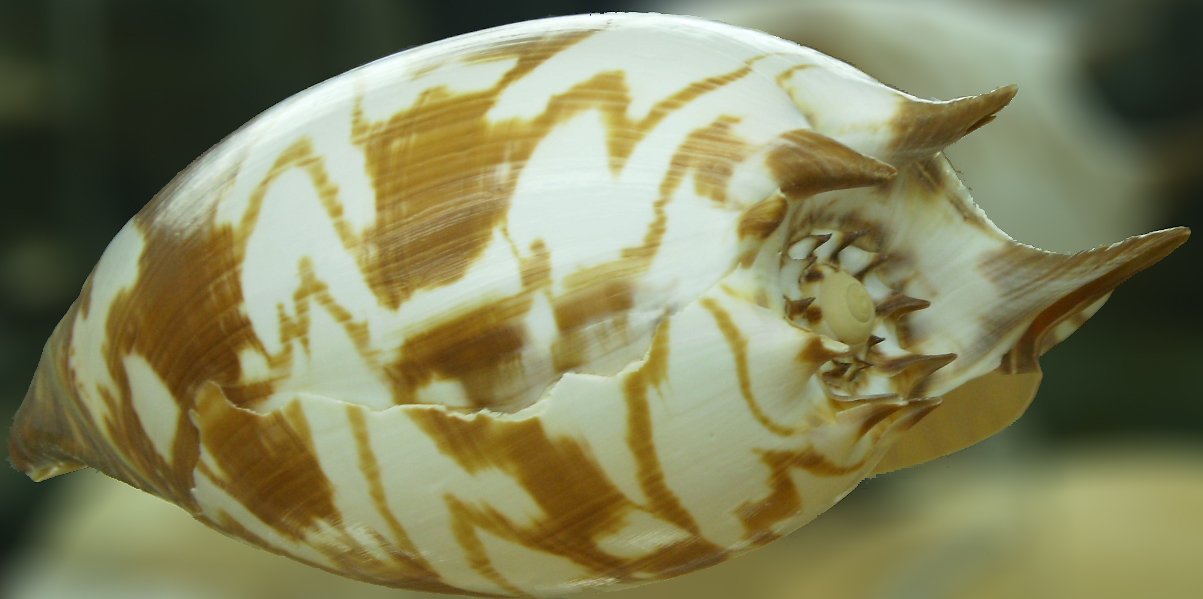
A juvenile vỏ ốc what is probably Melo amphora